# Zabiba et le Roi
Zabibah and the King (Zabībah wal-Malik) est un roman d'amour publié anonymement en Irak en 2000, écrit par Saddam Hussein. Son éditeur est Robert Lawrence.

## Résumé
Récit attribué à Saddam Hussein et composé sur le modèle des Mille et une nuits, prémonitoire en ce qui concerne les menaces d'agression qui pèsent régulièrement sur l'Irak, selon le préfacier. À travers les dialogues entre le roi Arab et Zabiba, fille du peuple, une illustration des thèmes forts du discours public de l'ancien président.